# Hà Kiều Anh
Hà Kiều Anh (sinh ngày 17 tháng 5 năm 1976) là doanh nhân, người mẫu và diễn viên Việt Nam. Cô cũng từng đoạt danh hiệu Hoa hậu Việt Nam năm 1992 khi mới 16 tuổi.

## Tiểu sử
Hà Kiều Anh sinh ra tại Hà Nội nhưng quê gốc ở Thành phố Huế.
Hà Kiều Anh là cháu ngoại của ông Vương Quốc Mỹ, nguyên thứ trưởng Bộ Xây dựng, cháu nội Đại tá Hà Văn Lâu, nguyên đại sứ Việt Nam tại Liên Hợp Quốc.
Cha cô là kỹ sư điện tử Hà Tăng Lâm, con trai của nhà ngoại giao nổi tiếng Hà Văn Lâu.
Mẹ cô là nữ doanh nhân Vương Kiều Oanh, Tổng giám đốc Công ty TNHH Vương Anh. Bà Vương Kiều Oanh tốt nghiệp khoa Vô tuyến Điện của Trường Đại học Bách Khoa Hà Nội năm 1977.
Năm 1981, khi 5 tuổi cha mẹ cô ly hôn, bà Vương Kiều Oanh đưa con vào Tp. Hồ Chí Minh sống. Mẹ cô xin vào dạy ở trường Đại học Kiến trúc, sau đó một thời gian thì chuyển sang làm ở Bưu điện.

## Đăng quang
Cô đăng quang danh hiệu hoa hậu toàn quốc báo Tiền Phong lần thứ 3 vào ngày 20 tháng 9 năm 1992 tại nhà thi đấu Phan Đình Phùng, Thành phố Hồ Chí Minh, đại diện của Thành phố Hồ Chí Minh.
Cô là hoa hậu đăng quang ở độ tuổi trẻ nhất từ trước đến nay của cuộc thi Hoa hậu báo Tiền Phong (tiền thân của cuộc thi Hoa hậu Việt Nam). Khi đó, Hà Kiều Anh 16 tuổi, đang là sinh viên trung cấp thanh nhạc năm thứ nhất của Nhạc viện Thành phố Hồ Chí Minh. Sau đó, cô được cử làm đại diện Việt Nam dự thi Hoa hậu Sinh viên Thế giới 1993 tổ chức tại Hàn Quốc và xuất sắc lọt vào Top 5 chung cuộc.
Sau khi đoạt danh hiệu hoa hậu, cô đã tham gia đóng một số phim, gần đây là phim Lối sống sai lầm .

## Sự cố và tranh cãi
- Năm 2003, cô được nhắc đến nhiều trên báo chí vì liên quan đến vụ án buôn lậu điện thoại di động của công ty Đồng Nam của người chồng lúc đó - Nguyễn Gia Thiều.
- Năm 2004, cô kiện khách sạn Sài Gòn - Phú Quốc làm mất của cô số tiền 20.000 USD
- Bị chụp ảnh hở ngực khi đóng phim Lục Vân Tiên cùng diễn viên Mỹ Uyên.
- Năm 2021, Hà Kiều Anh tuyên bố mình là công chúa đời thứ 7 triều Nguyễn, điều này gây nên tranh cãi.[5] Sau đó Hà Kiều Anh đã xin lỗi và nói cô chỉ là hậu duệ bên ngoại đời thứ 6 của Tuy Lý Vương, con trai Minh Mạng.[6]

## Phim
- Người tình trong mơ (1992): trước khi cô đăng quang hoa hậu. Một trích đoạn trong phim sau này bi quăng lên mạng như một đoạn phim tươi mát.[7]
- Lục Vân Tiên (2003)
- Đẻ mướn (2005)
- Áo lụa Hà Đông (2006)
- Ván cờ tình yêu (2007) [8]
- Tòa án công lý (2008)
- Hạnh phúc có thật (2009) [9]
- Đại gia đình (2009-2010) [10]
- Lối sống sai lầm (2010) [11]
- Con gái vị thẩm phán (2014)

## Đời tư
Hà Kiều Anh từng kết hôn với doanh nhân Nguyễn Gia Thiều (giám đốc công ty Đông Nam). Năm 2007, cô đã kết hôn với một doanh nhân tên Huỳnh Trung Nam từng là thành viên Hội đồng quản trị công ty cổ phần Khách sạn và Dịch vụ Đại Dương (OCH). Hiện ông là Chủ tịch Hội đồng quản trị kiêm Tổng giám đốc công ty cổ phần Lạc Việt (The Imperial Group). Ông còn là Lãnh sự danh dự nước Cộng hòa Malta từ ngày 21 tháng 9 năm 2001. Huỳnh Trung Nam từng có một đời vợ và con trai riêng tên Huỳnh Nhật Minh (sinh 1992). Tính đến nay, cô đã có với ông Nam hai con trai và một con gái. Con trai cả tên Vương Khang, người con thứ hai là Vương Khôi và con gái út của cô tên Huỳnh Viann (sinh tháng 10 năm 2015). Hiện tại, mẹ và em trai Kiều Anh đã sang định cư bên Mỹ trong khi cô và chồng  sống ở Thành phố Hồ Chí Minh.
Cô có mối quan hệ thân thiết với hoa hậu Giáng My, Hồng Nhung, Trương Ngọc Ánh và Lê Anh Thơ (vợ diễn viên Bình Minh).